# David Bustamante

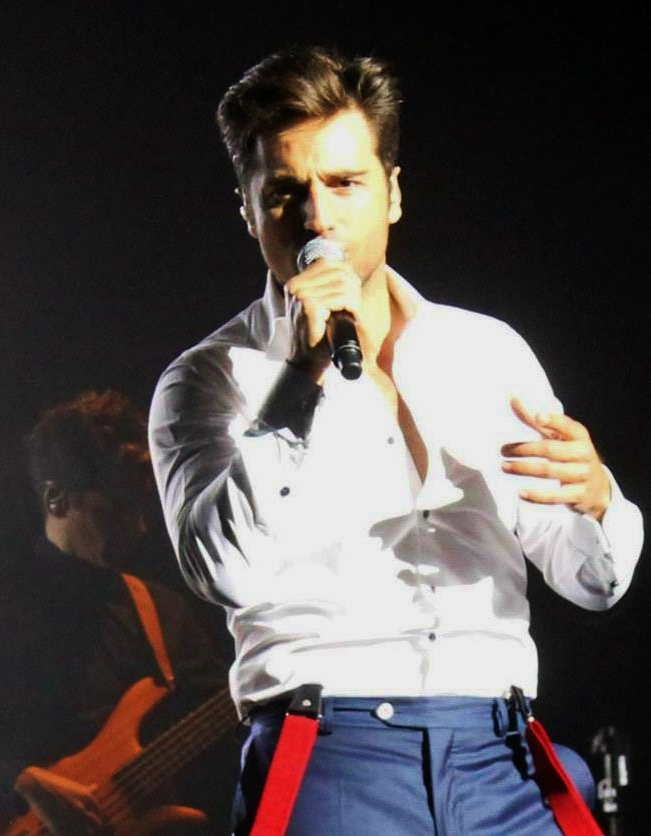
David Bustamante

David Bustamante Hoyos (* 25. März 1982 in San Vicente de la Barquera, Kantabrien) ist ein spanischer Popsänger.

## Leben und Wirken
Mit zwölf Jahren begann Davids Musikkarriere, als sein Gesangstalent entdeckt wurde. Sein großer Durchbruch kam 2001, als er an der ersten Staffel der spanischen Casting-Show Operación Triunfo teilnahm und das Finale der letzten Drei erreichte. Als Background-Sänger von Rosa trat er daraufhin beim Eurovision Song Contest 2002 auf.
Bustamantes Musik reicht von Popballaden bis zu tanzbaren Latino-Rhythmen, wie sie auch sein erstes Album Bustamante bestimmte. Mehr als 700.000 Exemplare verkaufte er davon in seiner Heimat. Sein zweites Album Así soy yo (So bin ich) im Jahr darauf wurde von Emilio Estefan produziert und enthielt auch Eigenkompositionen. Aus diesem Album stammt mit Devuélveme el aire auch seine bislang einzige Single-Nummer-eins in den spanischen AFYVE-Charts.
Nach einer großen Spanien-Tour 2004 folgte 2005 das Album Caricias al alma (Streicheleinheiten für die Seele), das wie seine beiden Vorgänger auf Platz 1 der Albumcharts kam.
Im Juni 2006 erreichte er mit seinem vierten Album Pentimento, das in Miami produziert wurde und vor allem Coverversionen spanischer Titel enthält, und bereits ein Jahr später Al filo de la irrealidad, das als fünftes Album in Folge die Spitze der spanischen Albumcharts eroberte.
Bustamante ist seit dem 22. Juli 2006 mit der Schauspielerin Paula Echevarría verheiratet.

## Diskografie

### Alben
| Jahr | Titel                       | Höchstplatzierung, Gesamtwochen, AuszeichnungChartsChartplatzierungen (Jahr, Titel, Platzierungen, Wochen, Auszeichnungen, Anmerkungen) | Anmerkungen                              |
| Jahr | Titel                       | ES | Anmerkungen                              |
| ---- | --------------------------- | --- | ---------------------------------------- |
| 2002 | Bustamante                  | ES1 ×7Siebenfachplatin · (68 Wo.)ES | Erstveröffentlichung: 22. Mai 2002       |
| 2003 | Así soy yo                  | ES1 ×2Doppelplatin · (23 Wo.)ES | Erstveröffentlichung: 2. Dezember 2003   |
| 2005 | Caricias al alma            | ES1 Platin · (21 Wo.)ES | Erstveröffentlichung: 10. Mai 2005       |
| 2006 | Pentimento                  | ES1 Platin · (29 Wo.)ES | Erstveröffentlichung: 13. Juni 2006      |
| 2007 | Al filo de la irrealidad    | ES1 Platin · (62 Wo.)ES | Erstveröffentlichung: 13. November 2007  |
| 2010 | A contracorriente           | ES1 Platin · (53 Wo.)ES | Erstveröffentlichung: 2. März 2010       |
| 2011 | Mío                         | ES4 Platin · (68 Wo.)ES | Erstveröffentlichung: 25. Oktober 2011   |
| 2014 | Vivir                       | ES1 Platin · (32 Wo.)ES | Erstveröffentlichung: 23. September 2014 |
| 2016 | Amor de los dos             | ES1 Gold · (50 Wo.)ES | Erstveröffentlichung: 3. Juni 2016       |
| 2019 | Héroes en tiempos de guerra | ES1 (22 Wo.)ES | Erstveröffentlichung: 8. Februar 2019    |
| 2021 | Veinte años y un destino    | ES3 (5 Wo.)ES | Erstveröffentlichung: 16. April 2021     |

grau schraffiert: keine Chartdaten aus diesem Jahr verfügbar

### Singles
| Jahr | Titel Album                           | Höchstplatzierung, Gesamtwochen, AuszeichnungChartsChartplatzierungen (Jahr, Titel, Album, Platzierungen, Wochen, Auszeichnungen, Anmerkungen) | Anmerkungen |
| Jahr | Titel Album                           | ES | Anmerkungen |
| ---- | ------------------------------------- | --- | ----------- |
| 2002 | El aire que me das Bustamante         | ES2 (10 Wo.)ES |             |
| 2003 | Devuélveme el aire Así soy yo         | ES1 (11 Wo.)ES |             |
| 2004 | Ni una lágrima más Así soy yo         | ES3 (11 Wo.)ES |             |
| 2010 | Abrázame muy fuerte A contracorriente | ES2 Platin · (30 Wo.)ES |             |
| 2011 | Como tú ninguna Mío                   | ES10 (12 Wo.)ES |             |
| 2014 | Feliz Vivir                           | ES2 (21 Wo.)ES |             |
| 2014 | Ya no puedo esperar Vivir             | ES23 (1 Wo.)ES |             |
| 2014 | A partir de hoy Vivir                 | ES15 (1 Wo.)ES |             |
| 2014 | Vivir                                 | ES15 (1 Wo.)ES |             |

Weitere Singles
- El aire que me das (2002)
- Dos hombres y un destino (2002, ES: Platin)
- No soy un superman (2003)
- Devuélveme la vida (2005)
- Mi manera de amarte (2005)
- Por ella (2006)
- Bésame (2006)
- Al filo de la irrealidad (2007)
- Cobarde (2008)
- Mi consentida (2008)
- Celebra la vida (2009)
- A contracorriente (2010)
- No debió pasar (2010)
- Me salvas (2011)
- Bandera blanca (2012)
- Cerca de mi piel (2012)
- Castigame (2015)
- Como yo te ame (2016)